# Cornelia Sirch
Cornelia Sirch (República Democrática Alemana, 23 de octubre de 1966) es una nadadora alemana retirada especializada en pruebas de estilo espalda, donde consiguió ser campeona olímpica en 1988 en los 4 x 100 metros estilos.

## Carrera deportiva
En el Campeonato Mundial de Natación de 1986 celebrado en Madrid ganó el oro en los 200 metros espalda, con un tiempo de 2:11.37 segundos, por delante de la estadounidense Baetsy Mitchell  y la también alemana Kathrin Zimmermann; dos años después, en los Juegos Olímpicos de Seúl 1988 ganó la medalla de oro en los relevos de 4 x 100 metros estilos (nadando el largo de espalda), con un tiempo de 4:03.74 segundos, por delante de Estados Unidos y Canadá, y también ganó dos medallas de bronce en 100 y 200 metros estilo espalda, con un tiempo de 1:01.57 y 2:11.45 segundos, respectivamente.